# دوغو يوجل
دوغو يوجل (بالتركية: Doğu Yücel)‏ ولد دوغو يوجال في 15 أبريل عام 1977. وهو كاتب تركي، وكتب رواية شبح الكتاب التي كانت مصدرا للأفلام المدرسية. وهو خريج قسم الاقتصاد من جامعة 9 سبتمبر. وهو كاتب الروايات المساه شبح الكتاب وحكايات الأحلام والكوابيس والمستقبل. وكتابه الأخير المسمى شبح الكتاب الذي كان سبب تخرجه قد تم تخصيصه للعرض على شاشه كبيره باسم «المدرسة» وذلك من قبل دورول طايلان وياغمور طايلان عام 2004. وكان يعمل رئيسا لتحرير جريدة هيد بانج والتي انتشرت مع جريدة بلو جين وفي نفس الوقت كان مديرا لمجموعة رامباج الأصليه الأزميريه. وقد نال الكاتب جوائز على فوزه في مسابقة حكايات مكتبة الشباب عام 1979 ومسابقة نوسترومو لحكايات الخيال العلمى القصيره عام 1999. كما أنه قد احتل كتابه الأخير ( الغير موجودين ) والمسمى بكتاب دوغان مكانا في الرفوف في 7 سبتمبر عام 2011. أما رواية شبح الكتاب فقد التقت بقرائها بطبعتها الخاصة للعام العاشر في أغسطس 2012.

## روابط خارجيه
- الموقع الرسمى للكاتب.